# Novair
Nova Airlines AB, que opera como Novair, es una aerolínea sueca con sede en Estocolmo, Suecia. Opera vuelos chárter al Mediterráneo y las Islas Canarias, así como vuelos de largo recorrido a Tailandia, India y Vietnam. A partir del invierno de 2013, la aerolínea también opera vuelos de larga distancia a la República Dominicana, México y Cuba. Su base principal y centro de operaciones es de Aeropuerto de Estocolmo-Arlanda, pero también opera desde el Aeropuerto de Gotemburgo-Landvetter
y el Aeropuerto de Oslo-Gardermoen.

## Historia

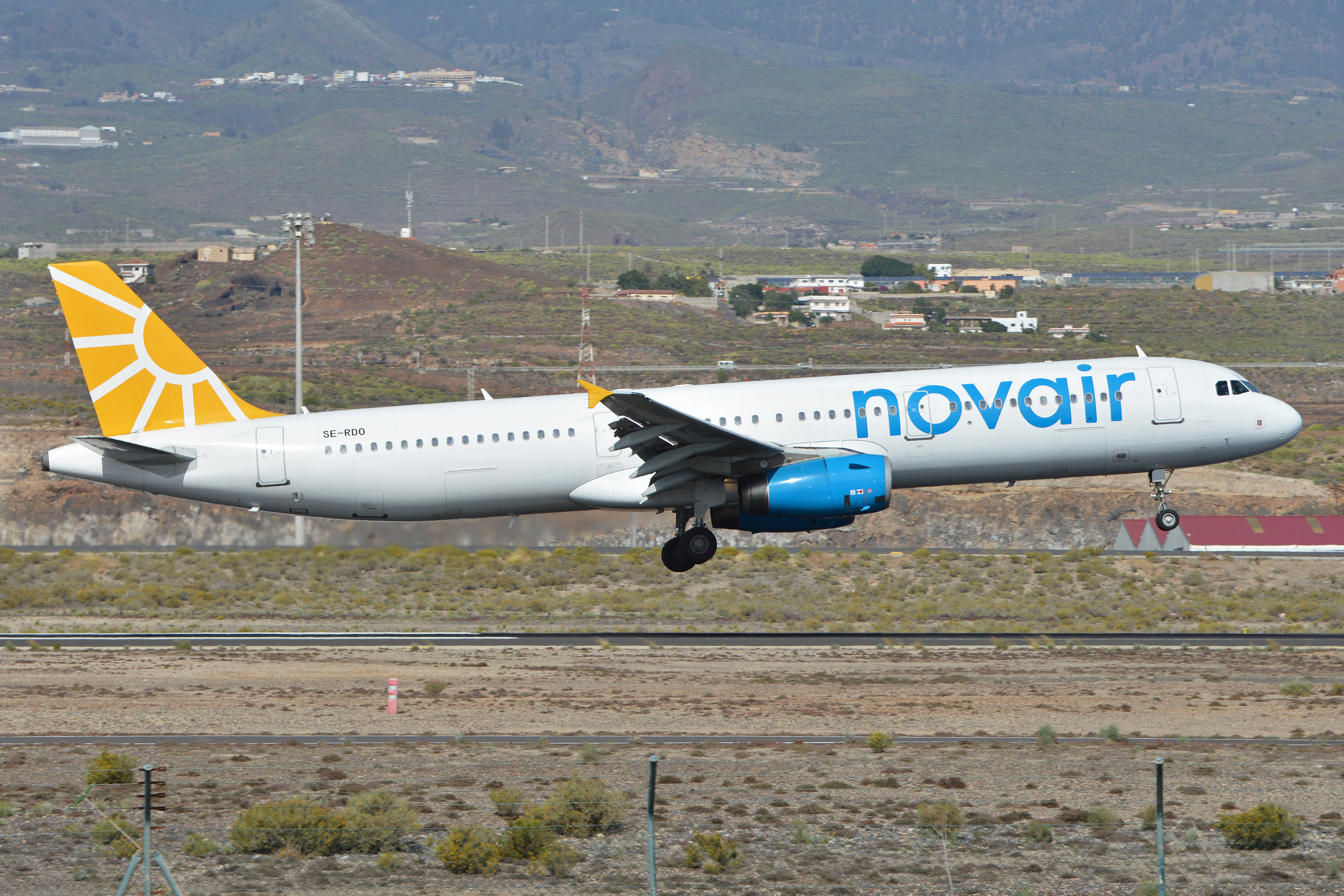
Airbus A321-200 de Novair aterrizando en Tenerife

Novair fue establecía y comenzó operaciones en noviembre de 1997 con servicios de Estocolmo a Phuket, Tailandia y las Islas Canarias de España, a nombre de Apollo, una agencia de viajes sueca. Desde 1997, la aerolínea ha operado varios tipos diferentes de aviones, incluyendo Boeing 737-300, Boeing 737-800NG, Airbus A330 y Lockheed L-1011 TriStar. Entre 2007 y 2011, la aerolínea también alquiló un Airbus A330 de Orbest Orizonia Airlines y Air Europa. A partir de enero de 2001, la compañía está totalmente controlada por Kuoni Travel Group y tiene cerca de 330 empleados.

## Destinos
Novair opera principalmente vuelos desde el Aeropuerto de Estocolmo-Arlanda, el Aeropuerto de Oslo-Gardermoen, y el Aeropuerto de Gotemburgo-Landvetter a destinos chárter en nombre de Apollo. Los destinos varían dependiendo de la temporada. Durante el verano, Novair operar las rutas entre Escandinavia y el Mediterráneo y durante el invierno las rutas entre Escandinavia, las Islas Canarias, Asia y el Caribe.

## Flota

### Flota Actual
A octubre de 2021, la flota Novair consiste en las siguientes aeronaves con una edad promedio de 4.3 años: